# إبراهيم طايبيلي
إبراهيم طايبيلي (بالإسبانية: Ibrahim Taybilí)‏ كاتب موريسكي إسباني، وُلد في طليطلة بإسبانيا قرابة عام 1580. عرف سابقًا باسم خوان بيريث وكان واحدًا من أشهر الكتاب في تونس عقب الطرد النهائي للعرب عام 1611. وتُوفي تستور في تونس عام 1650.

## سيرته الذاتية
يرجع أصل إبراهيم طايبيلي إلى مرسية على الرغم من ولادته في طليطلة. إلا أنه تم طرده بعد الفرمان الذي أصدره فيليب الثالث في الفترة من 1609 حتى عام 1612 بطرد الموريسكيين من إسبانيا. ذهب إلى تونس ولجأ إلى بلدة تستور، في وادي نهر مجردة .

## مسيرته الأدبية
له العديد من الدراسات التي أنجزها رما في طليطلة، مسقط رأسه، أو في ألكالا دي إيناريس. وروى الكاتب الموريسكي من طليطلة أنه قام بزيارة لأحد منافذ بيع الكتب في ألكالا دي إيناريس عام 1604 وحصل هناك على الرسائل العائلية وساعة الأمراء لأنطونيو دي جيبارا والتاريخ الإمبراطوري والقيصري لبيدرو ميخيا كتاب عصر النهضة الإسباني، والذين انتقدوا الروايات الفروسية وفي نفس ذات المشهد، كان يسخر من كتب الفروسية وأشار إلى دون كيخوتي باعتبارها العمل المهم في ذلك الوقت. وهو بدوره ما سمح للإسباني خايمي أوليبر آسين بإضافة بعض البيانات عن احتمالية وجود نسخة سابقة للعمل متنازع عليها قبل عام 1605. وكان له مكانة بين الكتاب المورسكيين في تونس، على الرغم من استمراره في الكتابة باللغة الإسبانية. كتب في عام 1624 تناقض أربعة عشر مادة في الدين المسيحي في هيئة أبيات شعرية، مستوحاة من الكاتب الموريسكي المغربي الإسباني محمد الجواثير. وذكر في هذه المخطوط بعض الأعمال التي كتبها مثل تاريخ طرد ونفي المورسكيين من إسبانيا إضافة إلى وقائع مقتل الحسن في هئية أبيات شعرية، ولكنه لم يكتب لهما الوصول إلى العصر الحالي. ومع ذلك، فإن هناك بعض المخطوطات التي نُست له داخل المكتبة الوطنية في مدريد.